# ロベルト・ライヘル
ロベルト・ライヘル（Robert Reichel 1971年6月25日- ）は、チェコスロバキアのウースチー州リトヴィーノフ生まれのチェコの元プロアイスホッケー選手。

## 経歴
チェコスロバキア1部リーグのHCリトヴィーノフでキャリアをスタートさせた。1989-1990年シーズン、44試合に出場し41得点、37アシスト、合計78ポイントをあげた。1989年のNHLドラフト全体70位でカルガリー・フレームスに指名されて1990-1991年シーズンより加入した。最初の2シーズンは19得点、20得点であったが、続く2シーズンには40得点をあげ、1993-1994年シーズンにあげた93ポイントはチームトップであった。1994-1995年シーズンにロックアウトが行われた際にはドイツ・アイスホッケーリーガのフランクフルト・ライオンズでプレーした。
1995-96シーズンにはフレームスとの契約が不調でフランクフルト・ライオンズでプレーした。
1996-1997年シーズン中、トレードのデッドラインぎりぎりにニューヨーク・アイランダースに移籍した。さらに1998-1999年シーズン終盤にはフェニックス・コヨーテズへ移籍した。
1999-2000年シーズンより古巣のHCリトヴィーノフでプレー、2001-2002年シーズンよりトロント・メープルリーフスでプレーした。NHL830試合に出場し252得点、378アシスト、合計630得点をあげた。2004-2005年シーズンよりチェコ・エクストラリーグのHCリトヴィーノフに復帰し、2009-2010年シーズンを最後に現役を引退した。引退後同チームのヘッドコーチを務めていたが2011年1月22日に辞任した。
国際試合には1988年から1990年までアイスホッケージュニア世界選手権に出場、ボビー・ホリック、ヤロミール・ヤーガーとのラインを組んで銅メダルを2度獲得した。1990年には19歳でシニアの代表入りを果たした。1996年にチェコスロバキアが世界選手権に優勝した際にはキャプテンを務め、オールスターファーストチームに選ばれている。1999年にもチェコは世界選手権で優勝したが、この時は所属するフェニックス・コヨーテズがプレーオフに出場したため出場辞退している。2000年、2001年の優勝時にもキャプテンを務めた。
1998年の長野オリンピックでは準決勝のカナダ戦のシュートアウトでドミニク・ハシェックが相手の5人のシュートを防いだのに対して、パトリック・ロワから唯一得点、決勝のロシア戦でもその試合唯一の得点をあげて金メダル獲得に貢献した。
2002年のソルトレイクシティオリンピックにも出場5位になった。最後の代表での試合となった、2004年の第2回ワールドカップ・オブ・ホッケーでもキャプテンを務めた。当時トロント・メープルリーフスに所属していた彼は準決勝でトロントのエア・カナダ・センターでカナダと対戦したことを一番の思い出と語っている。
2010年に現役引退を表明した。
2011年8月、チェコの16歳以下代表のヘッドコーチに就任した。

## 人物
2001年の世界選手権優勝時に、国際アイスホッケー連盟会長のルネ・ファゼルにシャンパンシャワーを行っている。